# Colombia-Coldeportes/Saison 2012
Dieser Artikel listet Erfolge und Fahrer des Radsportteams Colombia-Coldeportes in der Saison 2012 auf.

## Erfolge in der UCI America Tour
Bei den Rennen der UCI America Tour im Jahr 2012 gelangen dem Team nachstehende Erfolge.
| Datum    | Rennen                         | Kat. | Fahrer            |
| -------- | ------------------------------ | ---- | ----------------- |
| 12. Juni | Prolog Vuelta a Colombia (EZF) | 2.2  | Fabio Duarte      |
| 17. Juni | 5. Etappe Vuelta a Colombia    | 2.2  | Juan Pablo Forero |

## Erfolge in der UCI Europe Tour
Bei den Rennen der UCI Europe Tour im Jahr 2012 gelangen dem Team nachstehende Erfolge.
| Datum      | Rennen                        | Kat. | Fahrer         |
| ---------- | ----------------------------- | ---- | -------------- |
| 20. April  | 4. Etappe Giro del Trentino   | 2.HC | Darwin Atapuma |
| 5. August  | 5. Etappe Vuelta a Burgos     | 2.HC | Esteban Chaves |
| 11. August | Gran Premio Città di Camaiore | 1.1  | Esteban Chaves |
| 4. Oktober | Coppa Sabatini                | 1.1  | Fabio Duarte   |

## Mannschaft
Der Kader des Teams besteht aus 16 Radrennfahrern. Die meisten davon waren im Jahr 2011 Mitglieder des Teams Colombia es Pasión-Café de Colombia, welches im Jahr 2012 den Status als Professional Continental Team verliert. Edwin Parra, ursprünglich ebenfalls für das Team vorgesehen, wurde aus dem Kader entfernt, nachdem sein positiver Dopingtest Tour de Boyaca im September 2011 bekannt wurde.
| Fahrer              | Geburtsdatum        | Nationalität | Team 2011                           |
| Darwin Atapuma      | 15. Januar 1988     | Kolumbien    | Colombia es Pasión-Café de Colombia |
| Robinson Chalapud   | 8. März 1984        | Kolumbien    | Colombia es Pasión-Café de Colombia |
| Esteban Chaves      | 17. Januar 1990     | Kolumbien    | Colombia es Pasión-Café de Colombia |
| Fabio Duarte        | 11. Juni 1986       | Kolumbien    | Geox-TMC                            |
| Juan Pablo Forero   | 3. August 1983      | Kolumbien    | Colombia es Pasión-Café de Colombia |
| Javier González     | 13. November 1979   | Kolumbien    | EPM-UNE                             |
| Luis Felipe Laverde | 6. Juli 1979        | Kolumbien    | Colombia es Pasión-Café de Colombia |
| Wilson Marentes     | 8. August 1985      | Kolumbien    | Formesan-Panachi-Indersantander     |
| Frank Osorio        | 28. August 1988     | Kolumbien    | Neoprofi                            |
| Dalivier Ospina     | 9. Oktober 1985     | Kolumbien    | Colombia es Pasión-Café de Colombia |
| Jarlinson Pantano   | 19. November 1988   | Kolumbien    | Colombia es Pasión-Café de Colombia |
| Víctor Hugo Peña    | 9. März 1976        | Kolumbien    | Colombia es Pasión-Café de Colombia |
| Carlos Quintero     | 5. März 1986        | Kolumbien    | Neoprofi                            |
| Michael Rodríguez   | 29. Juli 1989       | Kolumbien    | Boyacá es Para Vivirla (2009)       |
| Jeffry Romero       | 4. Oktober 1989     | Kolumbien    | Boyacá Orgullo de América           |
| Juan Pablo Suárez   | 30. Mai 1985        | Kolumbien    | EPM-UNE                             |
| Stagiaires          | Stagiaires          | Nationalität | Nationalität                        |
| Duber Quintero      | Duber Quintero      | Kolumbien    | Kolumbien                           |
| Juan Pablo Valencia | Juan Pablo Valencia | Kolumbien    | Kolumbien                           |